# روابط اسرائیل و یونان
روابط یونان و اسرائیل روابط دوجانبه بین جمهوری یونان و دولت اسرائیل است. روابط دو کشور در اواخر قرن بیستم متشنج شده‌است، اما از سال ۲۰۰۸ روابط بسیار قوی در میان کشورهای دریای مدیترانه شرقی داشته‌اند. اسرائیل و یونان یکدیگر را در زمینه‌های نظامی، اطلاعاتی، اقتصادی و فرهنگی به عنوان همکارهای قوی می‌دانند. هر دو کشور بخشی از مثلث انرژی هستند که به استخراج نفت و گاز از اسرائیل و قبرس تا سال ۲۰۱۵ اشاره دارد که با خط لوله‌ای از طریق یونان به سرزمین اصلی اروپا تحویل داده می‌شود. وخامت روابط اسرائیل با ترکیه پس از حمله ناوگان غزه به شدت به تقویت روابط یونان و اسرائیل کمک کرده‌است.
یونان و اسرائیل امروزه از روابط دیپلماتیک عالی برخوردار هستند و یکدیگر را متحد می‌دانند. هر دو کشور در سازمان امنیت و همکاری اروپا (OSCE) و اعضای اتحادیه مدیترانه، سازمان تجارت جهانی (WTO) و سایر سازمانهای بین‌المللی شریک هستند. اسرائیل دومین واردکننده بزرگ محصولات یونانی در خاورمیانه است. روابط دو کشور همچنین با حضور بیش از دو هزار ساله یهودیان در یونان تقویت می‌شود.

## تاریخ

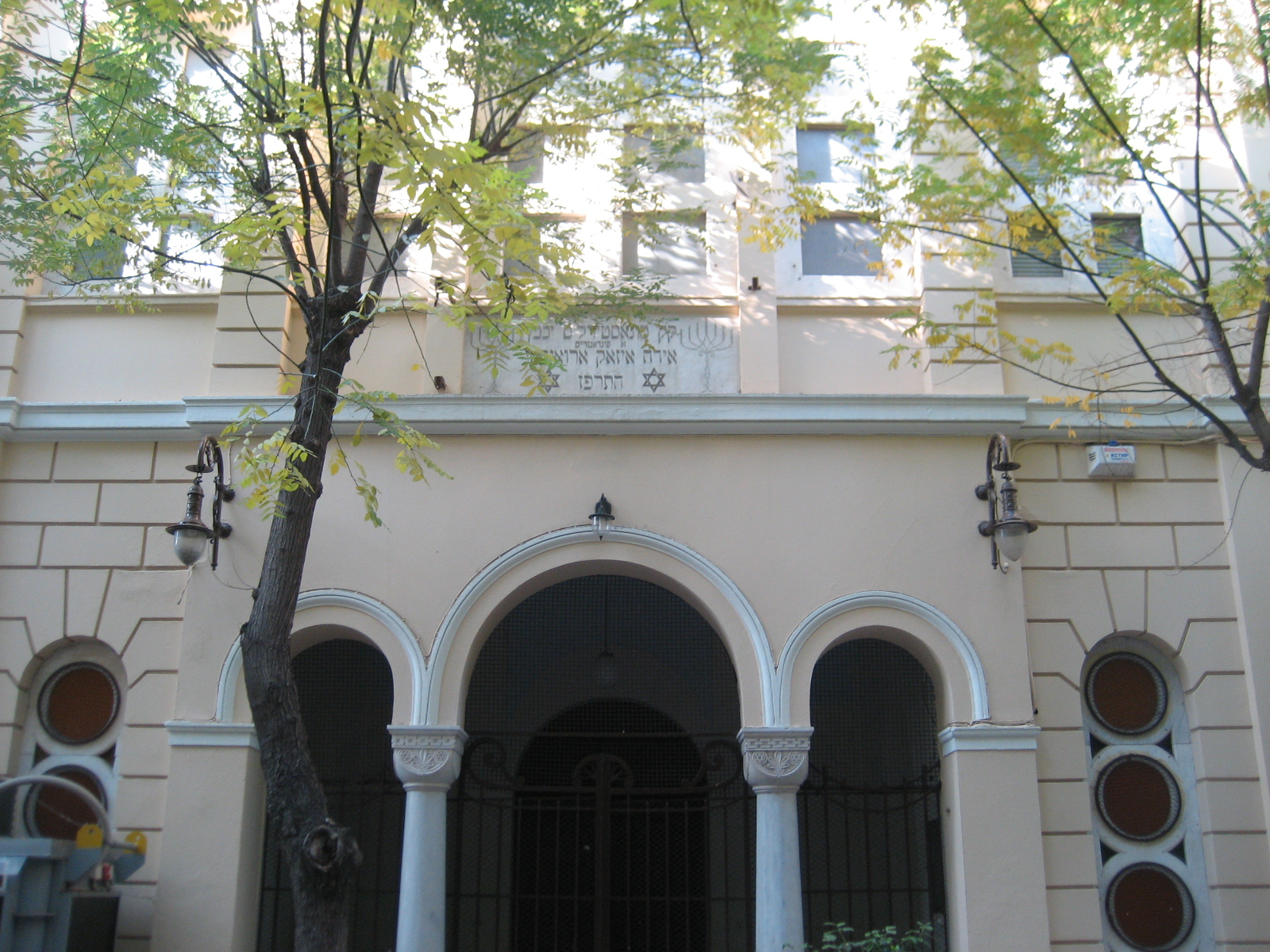
کنیسه موناستیر (سالونیک)

### دهه ۱۹۴۰ میلادی
در کنار کوبا، یونان یکی از دو کشور با اکثریت مسیحی بود که علیه طرح تقسیم سازمان ملل برای فلسطین رأی داد. این امر عمدتاً به منظور آسیب نرساندن به روابط اقتصادی یونان و کشورهای عرب و جلوگیری از تهدید اخراج جامعه یونانیان مصر بود.
به دنبال امضای توافق‌نامه‌های آتش‌بس و بقای اسرائیل پس از جنگ ۱۹۴۸ اعراب و اسرائیل، یونان در ۱۵ مارس ۱۹۴۹ کشور اسرائیل را به رسمیت شناخت، اگرچه در تل آویو در سطح سفارتخانه نمایندگی دیپلماتیک داشت.

### دهه ۱۹۶۰–۷۰
روابط بین اسرائیل و یونان در دوره حکومت یونان که از ۱۹۶۷ تا ۱۹۷۴ حکومت می‌کرد، تا حدودی بهبود یافت. حکومت نظامی «جنبه‌های نظامی کشور اسرائیل» را ستود و در حمایت از اسرائیل در طول جنگ شش روزه به ایالات متحده کمک کرد. یونان نیز در این دوره کنسولگری خود را به اورشلیم فرستاد، اما برای تعادل در روابط خود با کشورهای عربی از اعطای اعتبار کامل خودداری کرد.

### دهه ۱۹۸۰–۹۰
در دهه ۱۹۹۰ تلاش‌هایی برای بهبود روابط دو کشور صورت گرفت و توافق‌نامه همکاری دفاعی امضا شد. با این وجود، به دلیل حمایت سنتی یونان از فلسطینی‌ها، طرفداری یونان نسبت به اعراب و حمایت از خشونت سیاسی فلسطینی، تنش‌هایی وجود داشت (به ویژه به دلایلی مانند تحت نخست‌وزیری آندرئاس پاپاندرئو، ۱۹۸۹–۱۹۸۹ و ۱۹۹۳–۹۶)، و همچنین همکاری نظامی اسرائیل با ترکیه. تجارت دو جانبه بین سالهای ۱۹۸۹ و ۱۹۹۵ دو برابر شد. در آن سال اسرائیل ۲۰۰ میلیون دلار مواد شیمیایی و فراورده‌های نفتی به یونان صادر و ۱۵۰ میلیون دلار سیمان، غذا و مصالح ساختمانی وارد کرد.

### سالهای ۲۰۱۰
روابط بین یونان و اسرائیل به دنبال حادثه ناوگان دریایی غزه در مه ۲۰۱۰ که روابط اسرائیل با ترکیه را تیره کرد، اوج گرفت. در اوت ۲۰۱۰، بنیامین نتانیاهو نخست‌وزیر اسرائیل اولین نخست‌وزیر اسرائیل بود که از یونان دیدار کرد. نتانیاهو و نخست‌وزیر یونان گئورگ پاپاندرئو در تور دو روزه خود در مورد امکان گسترش روابط استراتژیک و ایجاد همکاری بیشتر بین ارتش و صنایع دفاعی کشورها گفتگو کردند. دیپلمات‌های اسرائیلی تمایل خود را برای گسترش روابط با یونان ابراز داشتند. رئیس‌جمهور اسرائیل شیمون پرز از یونان تشکر کرد.
در ژوئن ۲۰۱۷، نخست‌وزیر نتانیاهو برای دیدار رسمی از سالونیک، با اعضای جامعه یهودی باستان این شهر دیدار و از کنیسه تاریخی موناستیر دیدار کرد.

### دهه ۲۰۲۰
در ۲ ژانویه ۲۰۲۰، نخست وزیران یونان، قبرس و اسرائیل توافق‌نامه خط لوله گاز مدیترانه شرقی را در آتن امضا کردند

## روابط کنونی

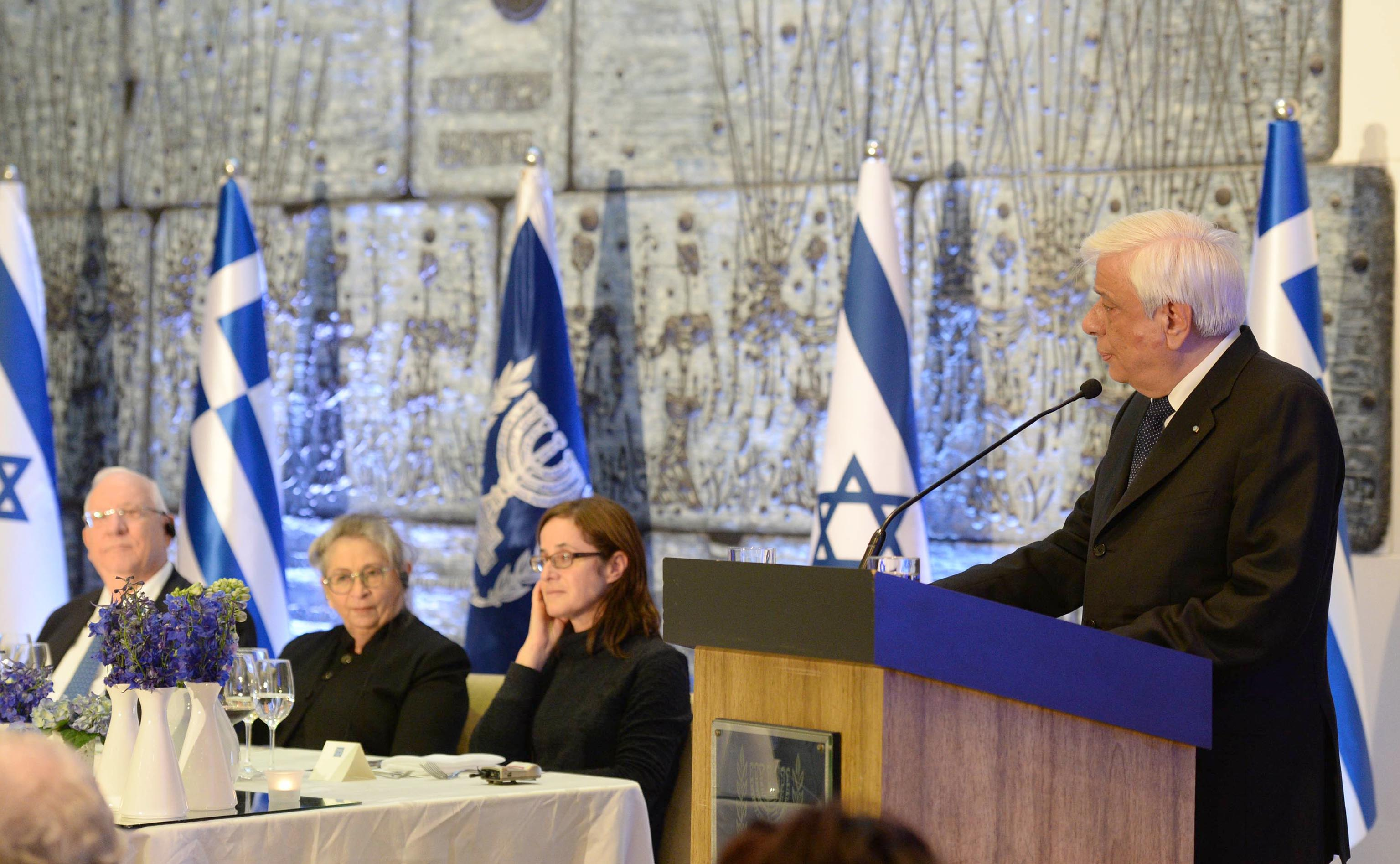
رئیس یونان پروکوپیس پاولوپولوس و رئیس‌جمهور اسرائیل رووین ریولین در مارس ۲۰۱۶.

روابط بین یونان و اسرائیل از سال ۱۹۹۵ به دلیل کاهش روابط اسرائیل و ترکیه در زمان نخست‌وزیری اردوغان توسط حزب عدالت و توسعه، خواستار یونان برای افزایش قدرت بازدارندگی خود در برابر ترکیه و بهبود روابط ایالات متحده و یونان بهبود یافته‌است. در سال ۲۰۰۶، رئیس‌جمهور موشه کاتساو در اولین سفر رسمی رئیس دولت اسرائیل به یونان دیدار کرد.
روابط یونان و اسرائیل با وخیم تر شدن روابط ترکیه و اسرائیل پس از حمله ناوگان غزه در ماه مه ۲۰۱۰، بهبود بیشتری یافت. در ژوئیه ۲۰۱۰، نخست‌وزیر یونان گئورگ پاپاندرئو پس از سالها برای بهبود روابط دوجانبه بین دو کشور به اسرائیل سفر کرد. در سفر متقابل نتانیاهو در اوت ۲۰۱۰، رهبران دو کشور در یک جلسه یک به یک که یک ساعت و نیم به طول انجامید، در مورد مناقشات اسرائیل و فلسطین، ایران و همکاری‌های نظامی و اقتصادی بحث کردند. در ژانویه ۲۰۱۱، وزیر امور خارجه اسرائیل، آویگدور لیبرمن، سفری دولتی به آتن داشت. گزارش شده‌است که در طی آن سفر، دو کشور کمیته مشترکی را برای بررسی راه‌های بهبود همکاری در موضوعات استراتژیک و ضد تروریسم تشکیل دادند.